# Black Elk Peak
Der Black Elk Peak (früher Harney Peak) bildet mit seinen 2208 m den höchsten Punkt des US-Bundesstaates South Dakota und der Black Hills. Er befindet sich im Pennington County und ist der höchste Berg der Vereinigten Staaten östlich der Rocky Mountains. 
Benannt ist der Berg nach Black Elk, dem Medizinmann der Oglala-Lakota-Indianer. 
Der Berg war von 1855 bis zum 11. August 2016 nach General William S. Harney (1800–1889) Harney Peak benannt, der in der Schlacht von Ash Hollow die Truppen gegen die Brulé-Lakota kommandierte. Das United States Board on Geographic Names änderte am 11. August 2016 den offiziellen Namen nach Black Elk Peak, um Black Elk zu ehren, nach dem das Wildnisgebiet benannt ist. Auf dem Gipfel des Black Elk Peaks steht eine steinerne Aussichtswarte, die früher als Feuerausguck diente. Daneben befindet sich ein kleiner Staudamm. Die Erhebung liegt im Black Hills National Forest.